# Rimskiy-Korsakov
Die Rimskiy-Korsakov (russisch Римский-Корсаков, dt. Rimski-Korsakow) ist ein Flusskreuzfahrtschiff, das im Jahre 1956 in der Tschechoslowakei in der Werft Narodny Podnik Škoda in Komárno (heute Slovenské Lodenice Komárno, damals Bestandteil des Škoda-Konzerns) gebaut wurde und zur Rossiya-Klasse (Projekt 785/OL800) gehört. Sie wird von OOO „Irtyschskoje Retschnoje Parochodstwo“ (russisch Иртышское Речное Пароходство) auf Irtysch und Ob auf der Strecke Omsk – Salechard betrieben. Das Schiff trägt den Namen nach dem russischen Komponisten und Dirigenten Rimski-Korsakow.

## Beschreibung
Das Flusskreuzfahrtschiff mit zwei Passagierdecks wurde 1956 bei der slowakischen Werft Narodny Podnik Škoda in Komárno als Rimskiy-Korsakov für die Reederei „Wolzhskoje Gruzo-passazhirskoje Parochodstwo“ (Wolga-Güter-Passagier-Reederei) in Gorki gebaut. Sie gehörte zu einer 1952 bis 1958 hergestellten Baureihe von 36 Schiffen der Rossiya-Klasse, welche auch als „Projekt 785“ oder „OL800“ (slowakisch: osobna lod 800 – deutsch: Passagierschiff 800 PS) bekannt war. Die Rimskiy-Korsakov verfügt über einen dieselelektrischen Antrieb mit zwei Hauptmotoren und wurde 1992–1993 bei der Werft Omsk vollständig modernisiert. Sie wurde 1956–1959 auf der Wolga betrieben, bis sie 1960 weiter nach Osten nach Salechard verlegt wurde. Auf Irtysch und Ob blieb dieses Flusskreuzfahrtschiff bis heute das komfortabelste, vor den Schiffen Rodina, Chernyshevskiy und Mekhanik Kalashnikov (alle 3 – Projekt 646, Baikal). In den Jahren 1999–2008, von Eurosia-Tour Chanty-Mansijsk betrieben, wurde Rimskiy-Korsakov auf der kurzen Strecke nach Bolscheretschje und auf den langen Strecken Omsk – Salechard und Salechard – Omsk, auch mit Reisenden aus Deutschland an Bord, betrieben. Nach dem Untergang des Schwesterschiffes Bulgaria auf der Wolga wird der Betrieb von der Rimskiy-Korsakov behindert, das Schiff steht zum Verkauf.

## Ausstattung
Alle 1-, 2-, 3- und 4-Bett-Kabinen sind ausgestattet mit Kühlschrank und Fernseher. An Bord sind Restaurants, Bar-Salon und Sauna.